# Butmir

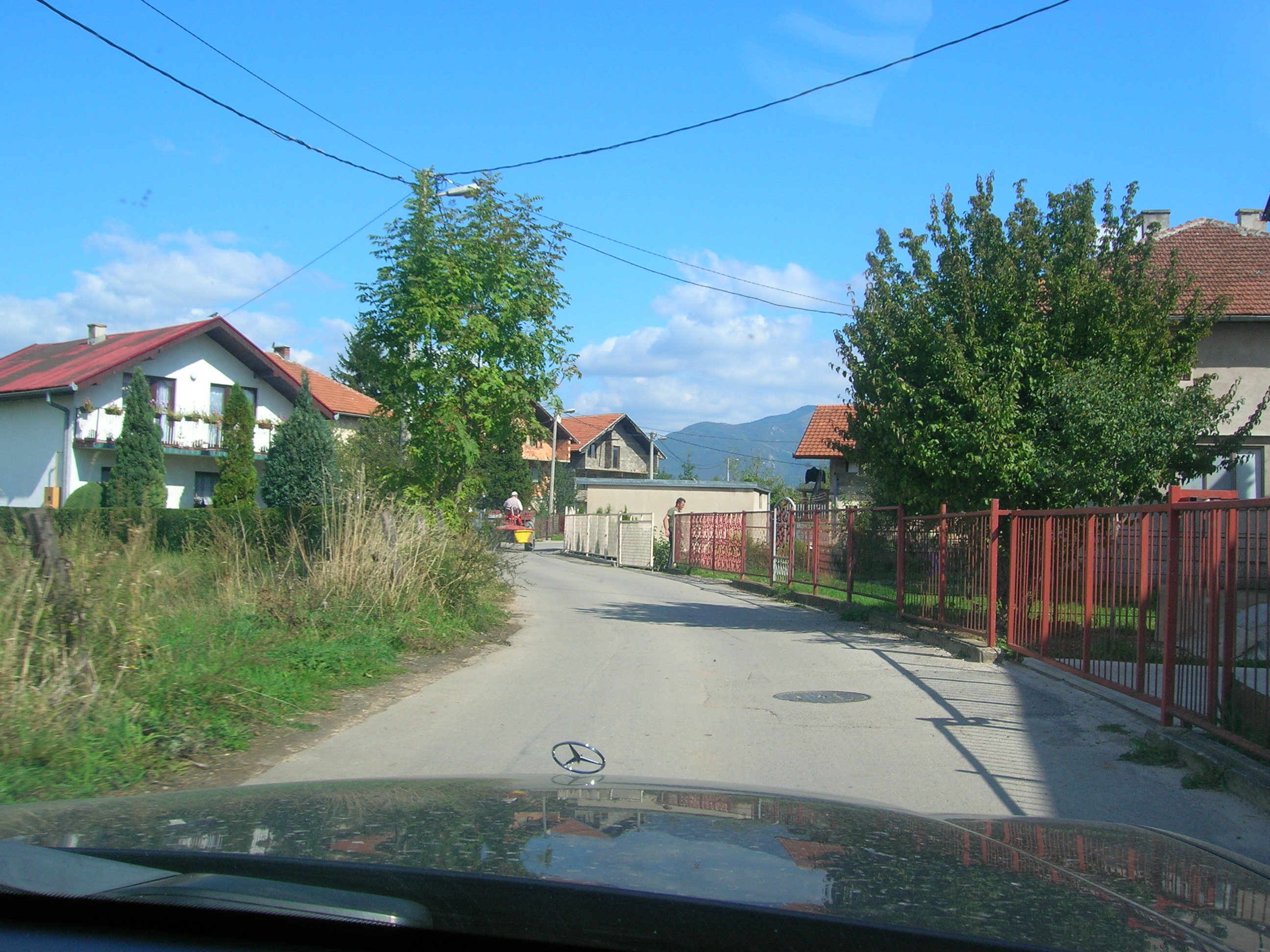
Domy v Butmiru.

Butmir (v srbské cyrilici Бутмир) je místní část bosenskohercegovské obce Ilidža, nacházející se poblíž Sarajeva. Známé je díky tomu, že se zde nachází Letiště Sarajevo, které dříve neslo název této čtvrti.
Butmir se rozkládá v rovinaté krajině širokého údolí řeky Željeznica jihovýchodě od centra Ilidži. Během války v Bosně a Hercegovině v letech 1992–⁠1995 se zde nacházel tunel (otevřen roku 1993), který sloužil pro zásobování obleženého města. Butmir byl jediným místem, kudy bylo možné od Sarajeva proniknout mimo území držené srbskými ozbrojenci. Proto zde také docházelo k těžkým bojům mezi oběma znepřátelenými stranami. V blízkosti Butmiru se dnes nachází základna mise EUFOR, která je strategicky umístěna na hranici mezi Federací Bosny a Hercegoviny a Republikou srbskou.
Archeologové rovněž na základě historických nálezů z okolí místa definovali tzv. Butmirskou kulturu.